# Kościół św. Kazimierza Królewicza w Katowicach
Kościół garnizonowy św. Kazimierza Królewicza w Katowicach – zabytkowy kościół garnizonowy Wojska Polskiego w Katowicach, położony w narożniku ulic M. Kopernika i M. Skłodowskiej-Curie, na terenie dzielnicy Śródmieście.
Powstał on w stylu funkcjonalizmu według projektu Leona Dietza d’Army we współpracy z Janem Zarzyckim. Został on konsekrowany w 1933 roku. Kościół stanowi świątynię parafii wojskowej św. Kazimierza Królewicza.

## Historia

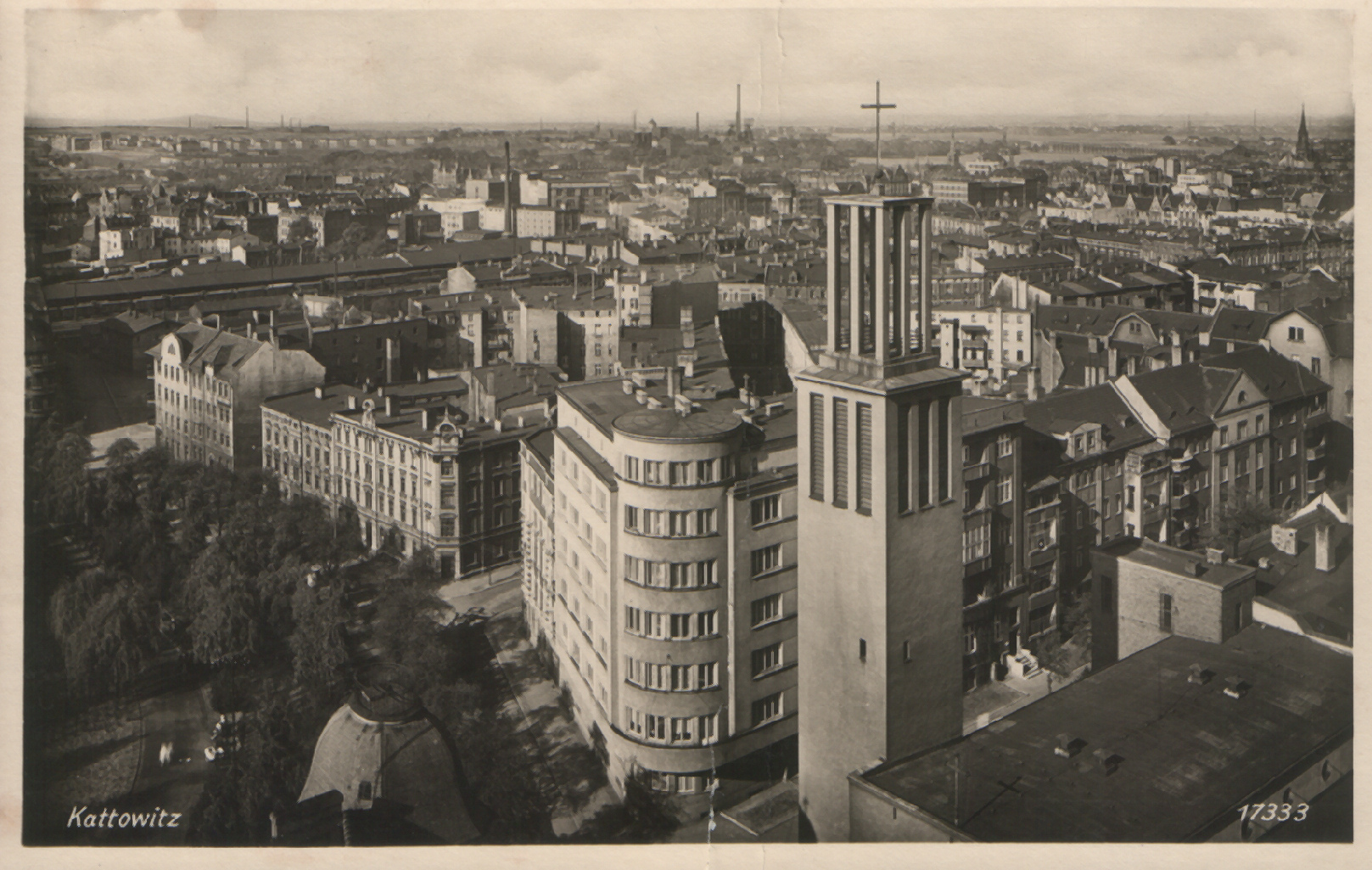
Fragment kościoła (na pierwszym planie) w czasie niemieckiej okupacji

Pierwotnie pomysł budowy nowego kościoła dla potrzeb katowickiego garnizonu nie była rozważana przez duszpasterstwo wojskowe w Katowicach, a ks. Stanisław Sinkowski, kierownik rejonu duszpasterskiego Wojska Polskiego obejmującego katowicki garnizon, myślał raczej o przejęciu istniejącego wówczas kościoła.
By nie pozostać bezczynnym w oczekiwaniu, powołano Komitet Budowy Kościoła Garnizonowego i Szkolnego. Członkami komitetu zostali m.in.: biskup polowy Wojska Polskiego ks. Józef Gawlina, gen. Józef Zając, wojewoda śląski Michał Grażyński i prezydent Katowic Adam Kocur. Budowie świątyni garnizonowej nadano odpowiednio wysoką rangę, a miała ona powstać m.in. z dobrowolnych składek społeczeństwa. Teren pod budowę świątyni podarowało miasto Katowice.
Budowniczym kościoła został kapelan wojskowy w Katowicach ks. Stanisław Sinkowski, a prace budowlane powierzono katowickiej firmie Jana Widucha. Roboty były prowadzone bardzo szybko. Rozpoczęły się one 23 czerwca 1930 roku, a już jesienią tego samego roku świątynia była ukończona w stanie surowym. 28 września 1930 roku biskup polowy Stanisław Gall poświęcił kamień węgielny pod kościół garnizonowy. 22 listopada 1931 roku nastąpiło poświęcenie gotowej wewnątrz świątyni przez ks. Antoniego Zapałę. Do 1933 roku trwało urządzanie wnętrz, a w dniach 24 i 25 czerwca 1933 roku ks. Józef Gawlina dokonał uroczystej konsekracji kościoła. Jesienią 1933 roku kościół wykończono i zainstalowano w nim trzy dzwony.
Projekt kościoła opracował Leon Dietz d’Arma we współpracy z Janem Zarzyckim. W czasie, gdy pracował on nad projektem, był on jeszcze studentem Wydziału Architektury Politechniki Warszawskiej. Studia ukończył w 1933 roku.
Kościół otrzymał bardzo nowoczesny jak na ówczesne czasy funkcjonalistyczny styl architektoniczny, co było świadomą manifestacją postawy ku nowoczesnym rozwiązaniom. Związane jest to także z działalnością Urzędu Wojewódzkiego Śląskiego, który choć nie budował kościoła to zakłada się, że miał on duży udział nie tylko w finansowaniu budowy, ale też w wyborze jego kształtu architektonicznego. Świątynia ta wraz z katowickim kościołem pw. Opatrzności Bożej uznawana jest za pierwsze w pełni awangardowe dzieło sztuki sakralnej w Polsce. Był on też pierwszym kościołem w Polsce realizowanym według wzorów awangardowej architektury europejskiej.

## Architektura

### Architektura zewnętrzna

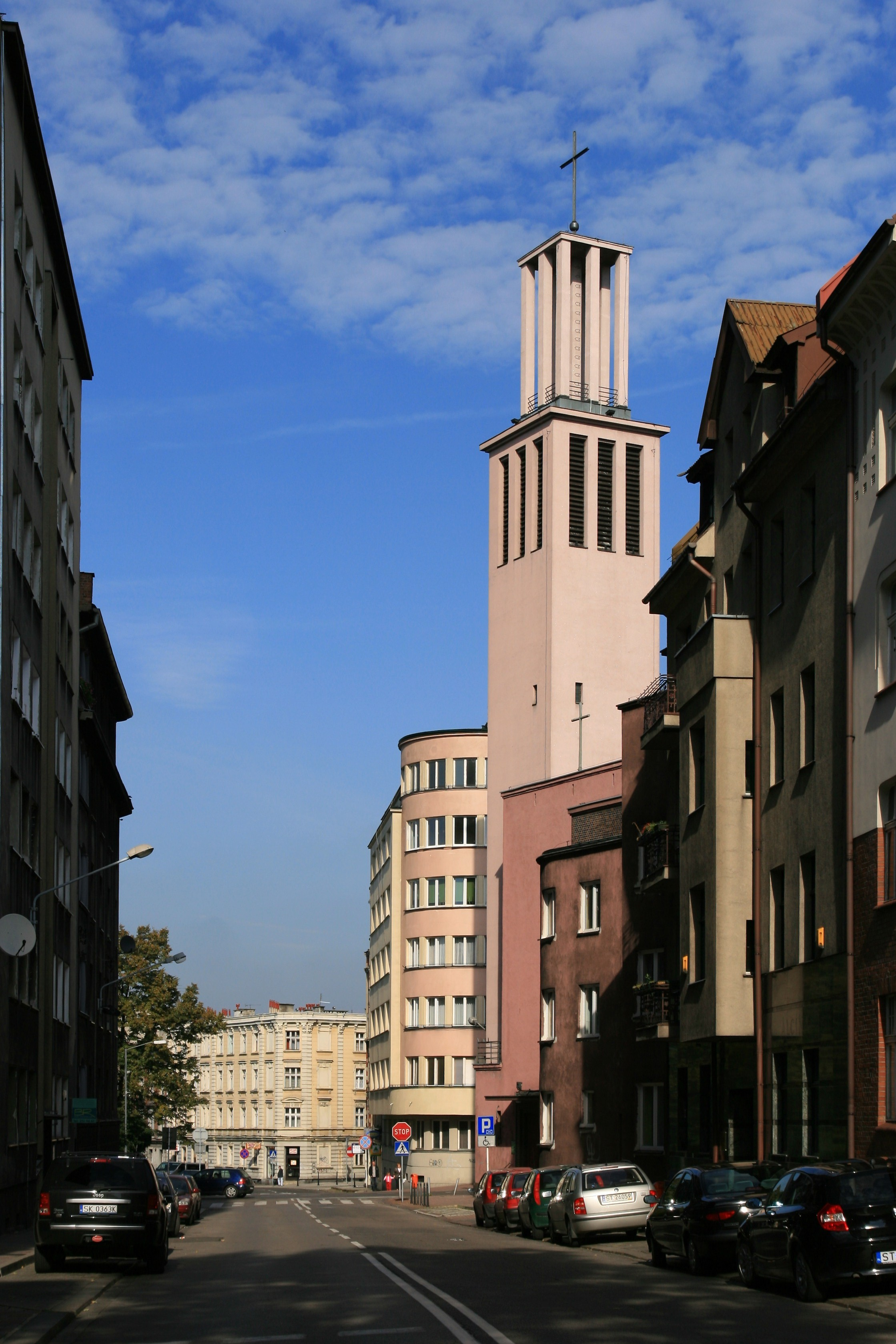
Kościół widziany od strony ulicy M.Skłodowskiej-Curie (2008)

Kościół garnizonowy św. Kazimierza Królewicza w Katowicach to obiekt wzniesiony z cegły, o konstrukcji żelbetowej. Jest on z zewnątrz w większości tynkowany, a płaszczyzny zostały delikatnie zróżnicowane fakturą muru. Występują tutaj także fragmenty o wątku ceglanym.
Kościół wzniesiony jest w stylu funkcjonalizmu i składa się z rygorystycznie prostych graniastosłupów. Elewacja frontowa od strony ulicy M. Skłodowskiej-Curie jest trójosiowa, z wieżą w lewym narożniku. Znajdują się tu trzy wejścia poprzedzone schodami, a całość elewacji przecięta została wydłużonymi oknami zamkniętymi półokrągło. W uskoku pomiędzy wieżą a fasadą znajduje się balkonik. Od strony ulicy M. Curie-Skłodowskiej do świątyni przylega także budynek parafialny, który od kościoła został optycznie oddzielony za pomocą zaokrąglonego narożnika. Kościół od wschodu zamyka pionowy, prostopadłościenny blok mieszczący zakrystię i klatkę schodową. Korpus elewacji północnej (od strony ulicy M. Kopernika) jest pięcioosiowy, trójkondygnacyjny, z czego w pierwszej obłożonej cegłą klinkierową znajduje się przedsionek z wejściem bocznym i kaplicą. Otwory do kaplicy i przedsionka są zakratowane.
Kościół usytuowany jest na narożnej działce u zbiegu ulic M. Skłodowskiej-Curie i M. Kopernika, na terenie dzielnicy Śródmieście. Tak usytuowana świątynia widoczna jest jedynie od strony fasady i elewacji północnej, dlatego też główny trzon ekspresji kościoła skupia się na północno-zachodnim narożniku, gdzie do korpusu przylega smukła, prostokątna dzwonnica, której pion równoważy optycznie poziomy układ głównego, horyzontalnego masywu głównego. Dzwonnica ta stanowi dominantę architektoniczną. Ma ona kształt wydłużonego, zwężającego się ku górze prostopadłościanu, zwieńczonego ażurową nadbudówką w rodzaju latarni, na którą składa się osiem prostych filarów nakrytych daszkiem.
Nawa główna kościoła kryta jest dachem dwuspadowym, a nawy boczne i przedsionek dachami pulpitowymi. Wysokość głównej bryły kościoła wynosi 17 m, a wieży 40 m.
Drzwi wejściowe do kościoła się potrójne, dwuskrzydłowe, drewniane i płycinowe. Okna w nawie głównej są okrągłe, nad emporami bocznymi są w formie wydłużonych prostokątów, pod emporami są małe i prostokątne, a nad prospektem organowym są prostokątne i zamknięte półokrągło. Są one ujęte w ramiakach aluminiowych, z geometrycznymi witrażami.

### Architektura wnętrz i wyposażenie
Wnętrze kościoła garnizonowego św. Kazimierza Królewicza ma układ trójnawowej pseudobazyliki o minimalnie zróżnicowanej wysokości naw. Są one od siebie oddzielona prostymi filarami na rzucie kwadratów, a ich wertykalizm równoważy w połowie wysokości szeroki pas ściany kryjący empory. W ścianie prezbiterium znajduje się nisza, w której został umieszczony ołtarz. Z obu stron flankują ją dwa balkony o zaokrąglonych narożnikach, która stanowią jedyny akcent łagodzący surowy rytm podziałów pionowych i poziomych wewnątrz świątyni.
We wnętrzu znajdują się dwie kaplice: znajdująca się za południową nawą boczną kaplica św. Józefa oraz ulokowana po prawej stronie prezbiterium kaplica Matki Boskiej Królowej Korony Polskiej.
We wnętrzu świątyni zachowało się niemal całe pierwotnie zaprojektowane wyposażenie w stylu art déco: kamienne ołtarze (główny i boczne) wykonane z szarego marmuru żurawskiego, balustrada, chrzcielnica, rzeźby, konfesjonały, ławki, lampy i witraże. Znajdująca się w kościele rzeźba Chrystusa z lipowego drewna wykonana została przez Mariana Spindlera ze Lwowa, płaskorzeźby stacji Drogi Krzyżowej wykonała Zofia Trzcińska-Kamińska, natomiast rzeźbę św. Antoniego Padewskiego Karol Muszkiet. W 1933 roku ks. Stoiński ufundował organy wykonane przez Fabrykę Organów Stanisław Krukowski i syn z Piotrkowa Trybunalskiego.

## Galeria

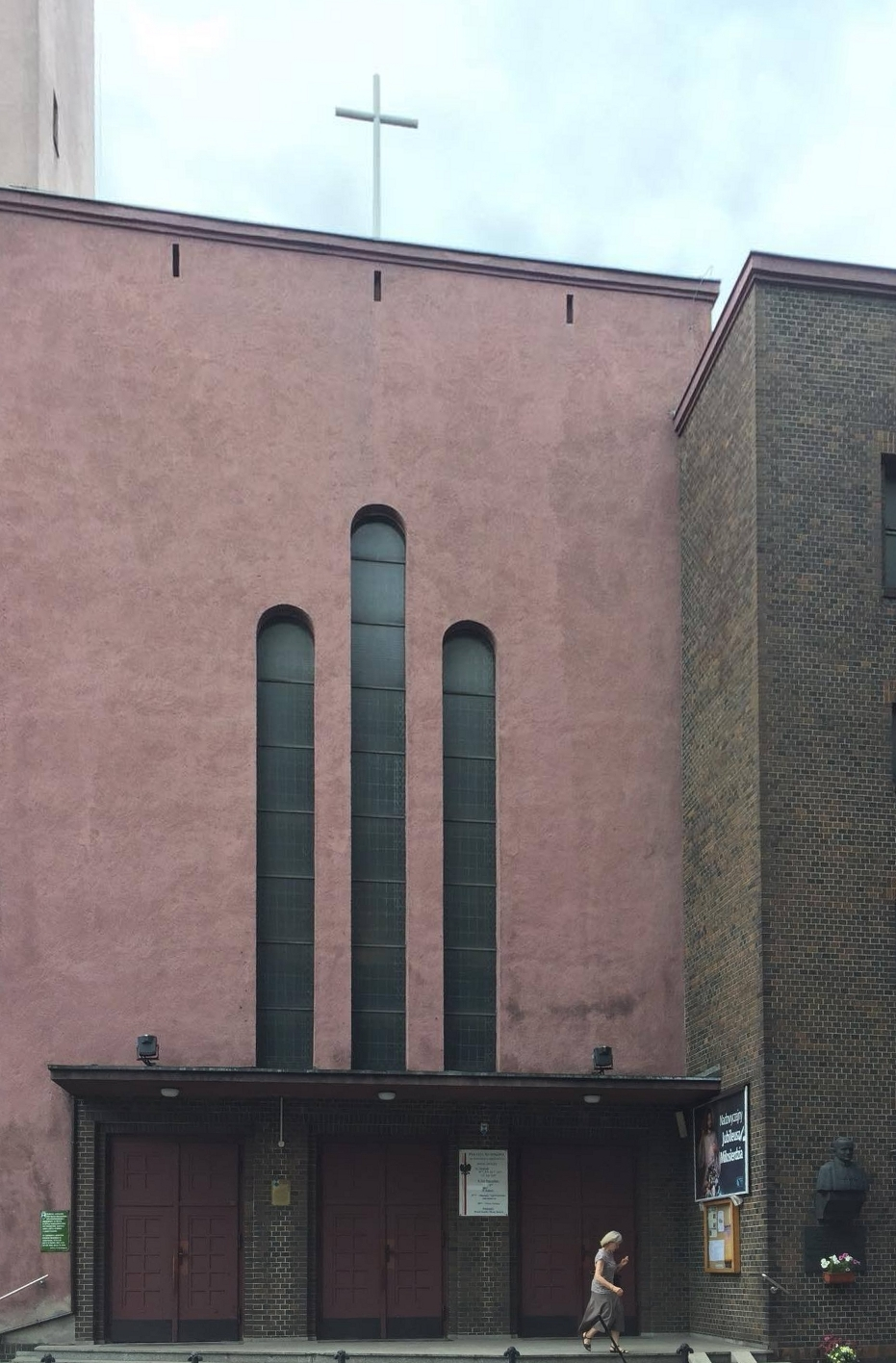
Fragment elewacji frontowej kościoła (2016)
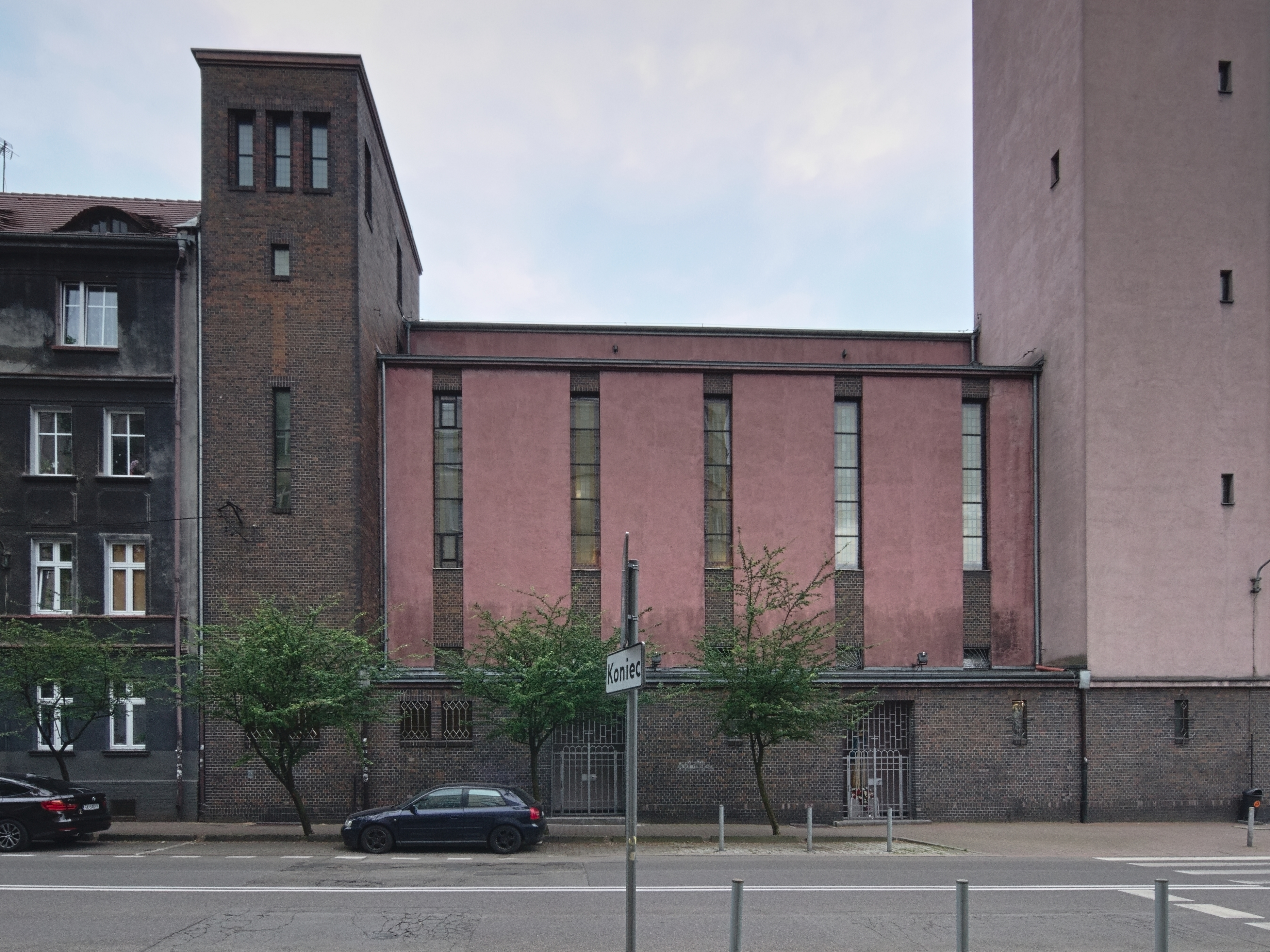
Elewacja północna (2024)
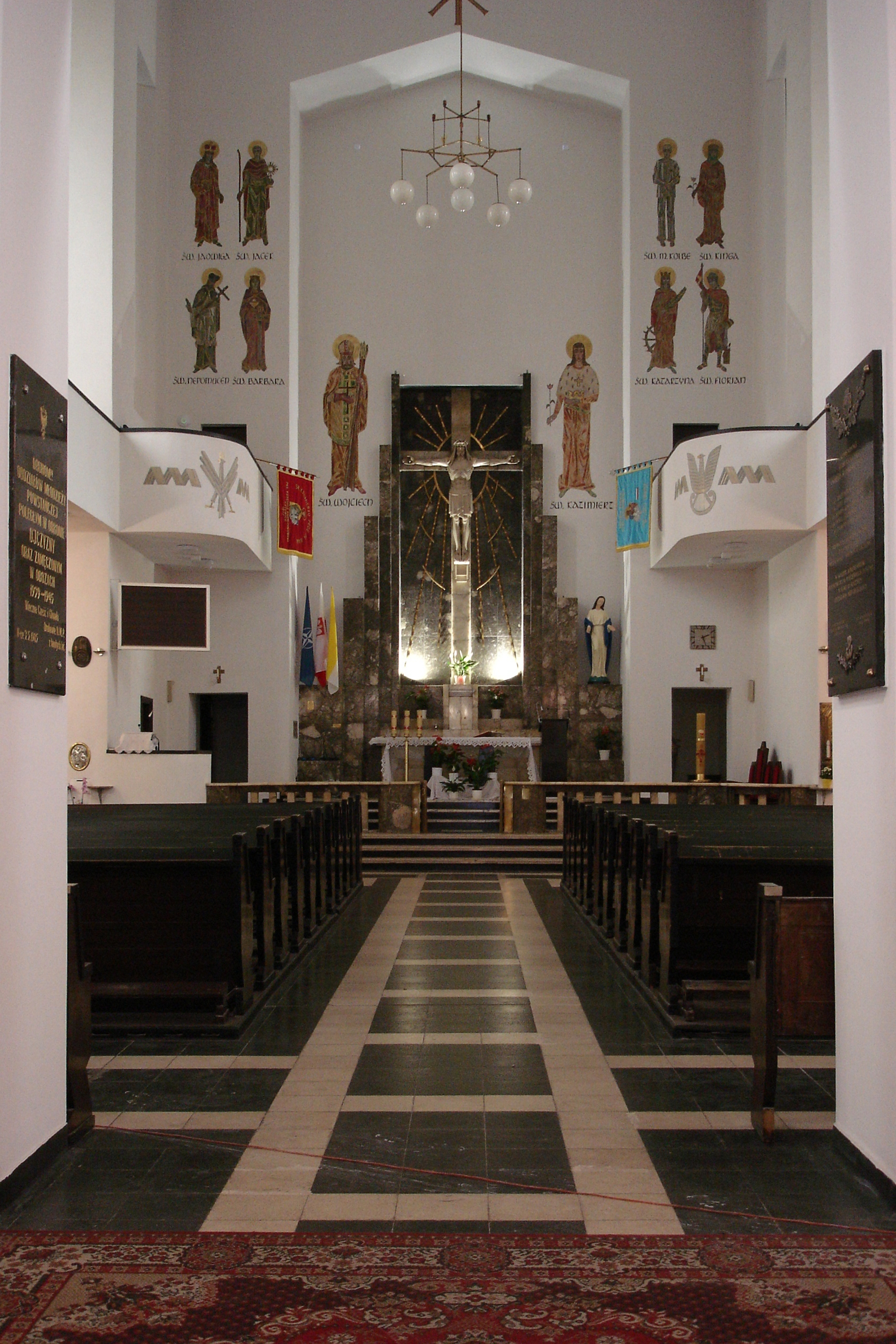
Nawa główna (2017)
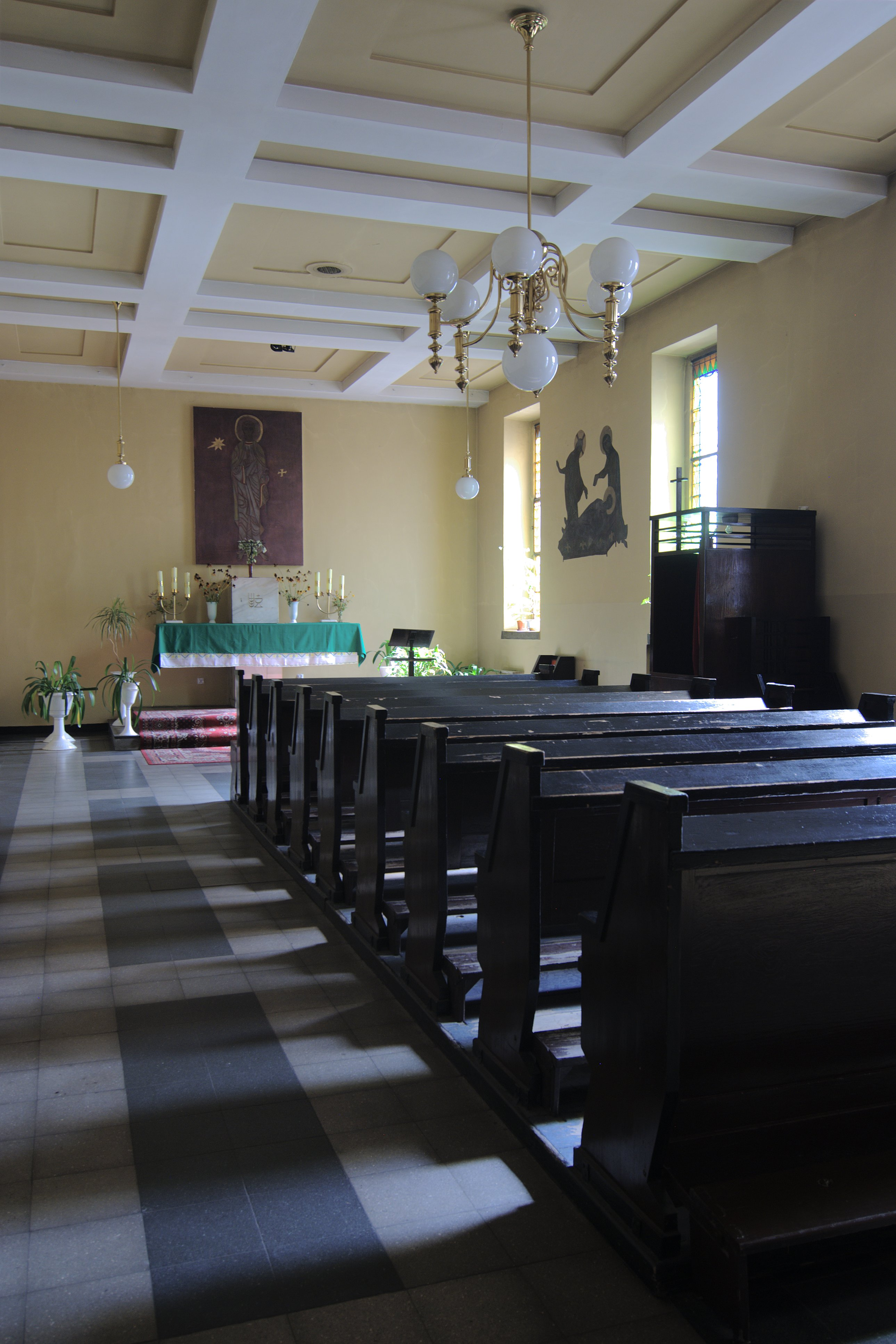
Kaplica św. Józefa (2013)
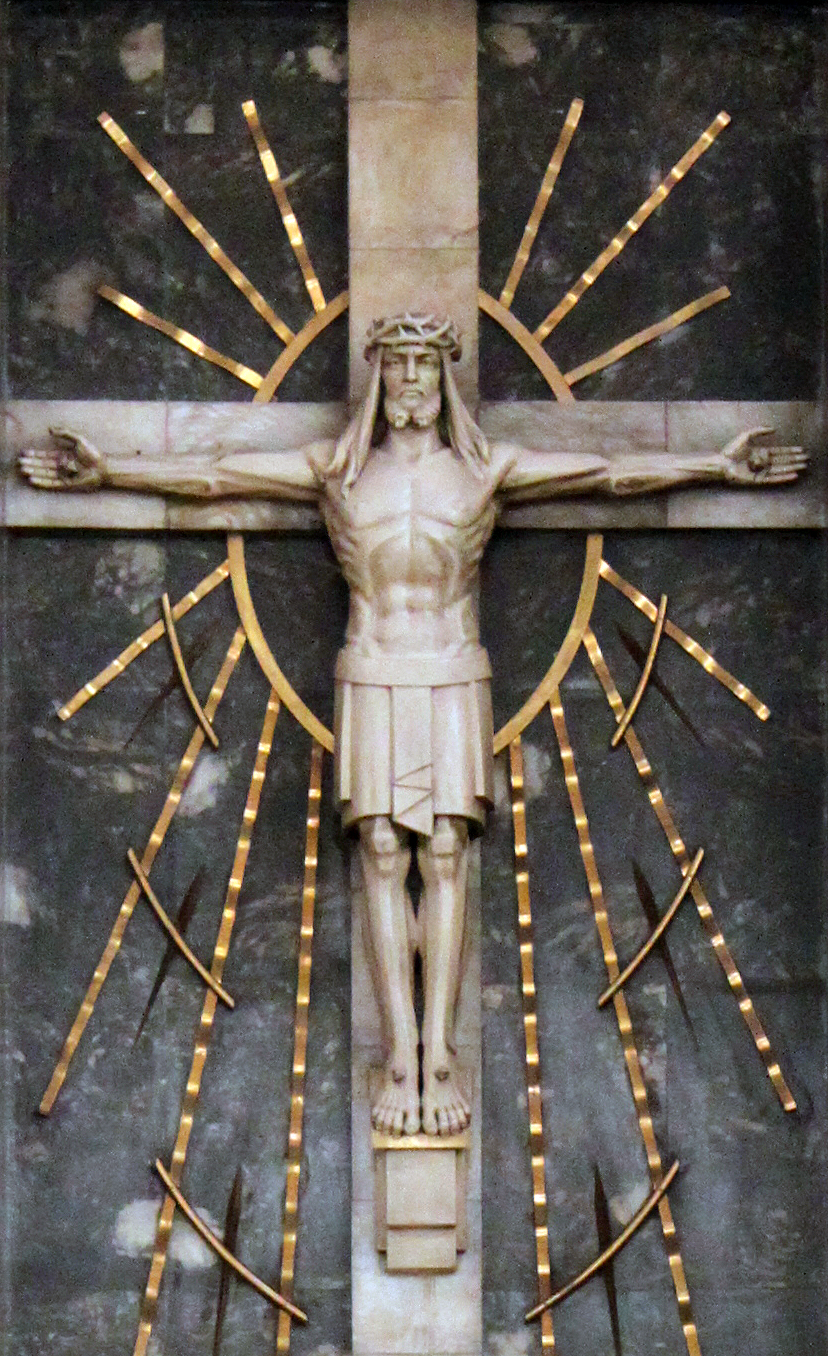
Figura Chrystusa w ołtarzu głównym (2013)
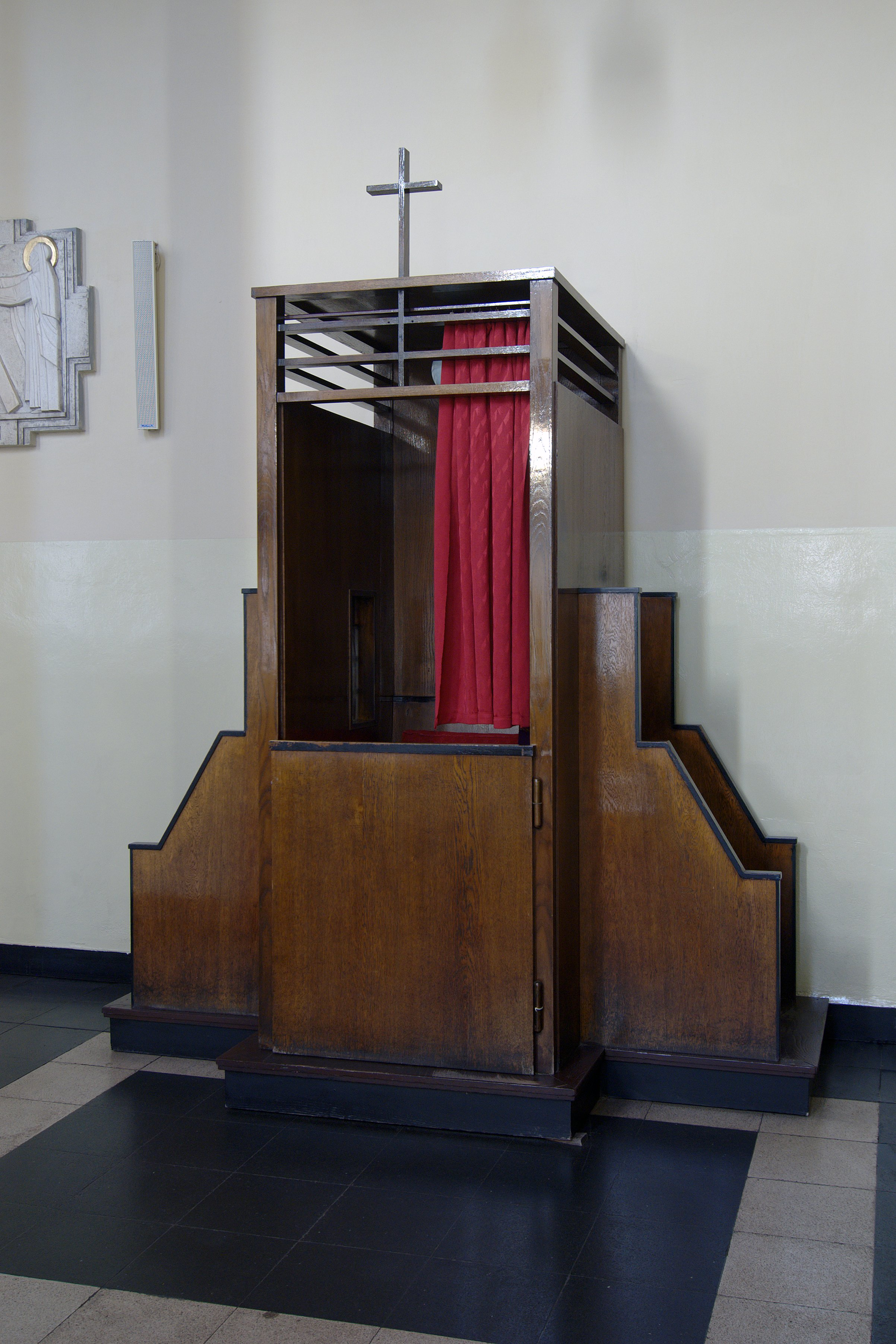
Konfesjonał w nawie bocznej (2013)
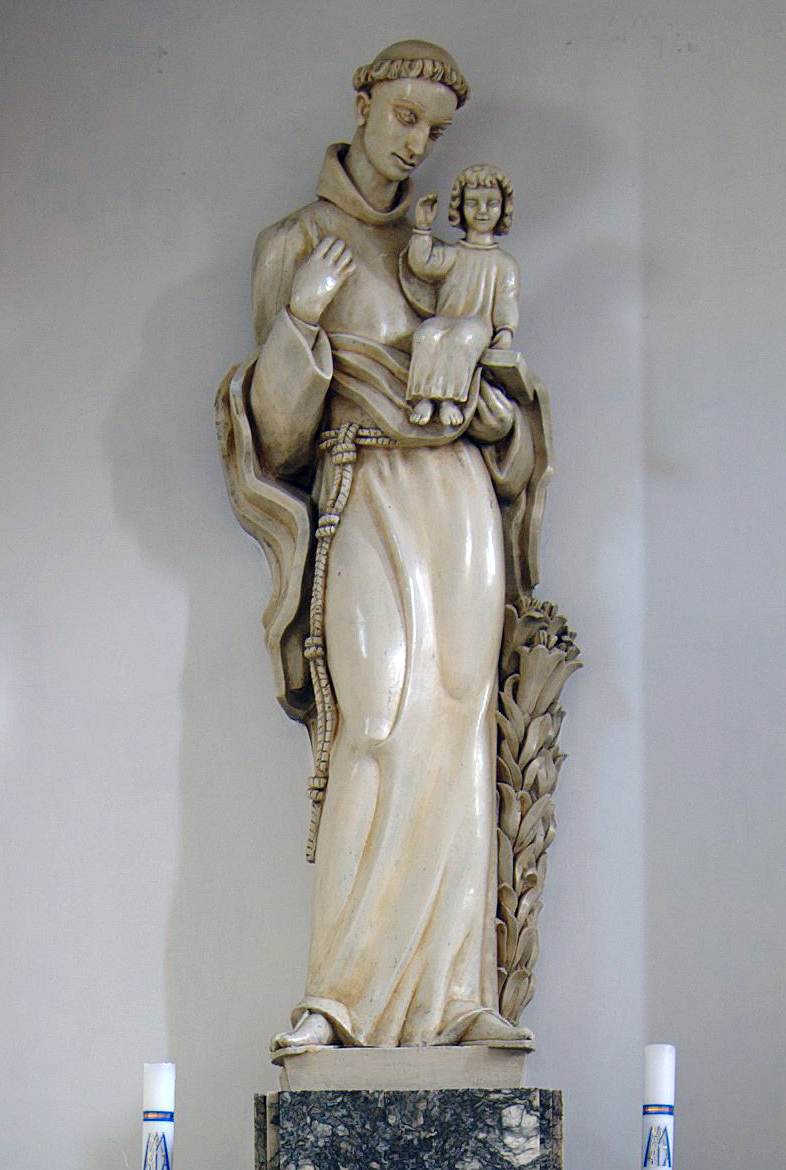
Figura św. Antoniego z Padwy (2013)